# Kybernetický útok proti bulharské daňové agentuře
Kybernetický útok proti bulharské daňové agentuře byl únik dat bulharské Národní daňové agentury (NAP), který byl odhalen 15. července 2019. Útočník rozeslal médiím dokument, ve kterém popisoval detaily útoku a jeho rozsah. Podle finanční správy útok probíhal na konci června 2019.
Útočníkovi se podařilo získat 57 složek se soubory, které obsahovaly identifikační údaje přibližně 5 milionů bulharských občanů. Data, která získal, zahrnovala období let 2007 až 2019. Podle vyšetřovatelů byly ohroženy všechny dospělé osoby.

## Únik
Útočník se dostal k přibližně 11 gigabajtům dat. Soubor obsahoval přibližně 11 milionů řádků. V těchto souborech byly uvedeny informace jako jméno, příjmení, identifikační číslo, údaje o příjmech a informace o sázkách, včetně částky a společnosti, u které byly uzavřeny. Hacker k útoku využil zřídka využívanou službu vrácení DPH pro obchody v zahraničí a k provedení útoku použil techniku SQL injection. Dle vyjádření agentury se jednalo o únik asi 3 procent dat.

## Útočník
Útočník byl identifikován jako dvacetiletý Kristian Bojkov, který pracoval pro společnost poskytující poradenství v oblasti kybernetické bezpečnosti. Bojkov byl 16. července zatčen policií v Sofii a obviněn z narušení bezpečnosti a z krádeže osobních údajů. Bojkov popřel, že by útok provedl. S ohledem na to, že se nepodařilo shormáždit dostatek důkazů o jeho vině, byl, s odůvodněním, že jeho útok neovlivnil kritické databáze, dne 18. července 2019 z vazby propuštěn.